# Dust: An Elysian Tail
『Dust: An Elysian Tail』は、アメリカのHumble Heartsが開発しMicrosoft Studiosより発売された横スクロールアクションRPG。

## 概要
手書きの滑らかな2Dアニメーションで表現されている。

## 登場キャラクター
ダスト
本作の主人公。過去の記憶が存在しない。アーラとフィジットと共に己のルーツを求めて冒険をする。
目を隠すような被り物をしている。
アーラ
伝説の魔法の剣のキャラクター。人の言葉を話せる。
フィジット
アーラの守護精。